# Lipnica (dopływ Nidy)
Lipnica – rzeka, lewy dopływ Białej Nidy o długości 22,08 km.
Rzeka płynie w powiecie jędrzejowskim. Wypływa w okolicach Ludwinowa. Mija miejscowości Kozłów, Henryków, Zalesie, Złotniki, następnie przecina drogę wojewódzką nr 728 i wpada do Białej Nidy w okolicach wsi Lipnica. Dopływami Lipnicy są Wygnanów i Struga Żarczycka.
Dno rzeki jest piaszczyste, miejscami zamulone. Brzegi niskie, niezadrzewione, do których przylegają łąki. Rzeka poprzegradzana jest kamiennymi tamami.